# Tvångsförflyttningen av samer

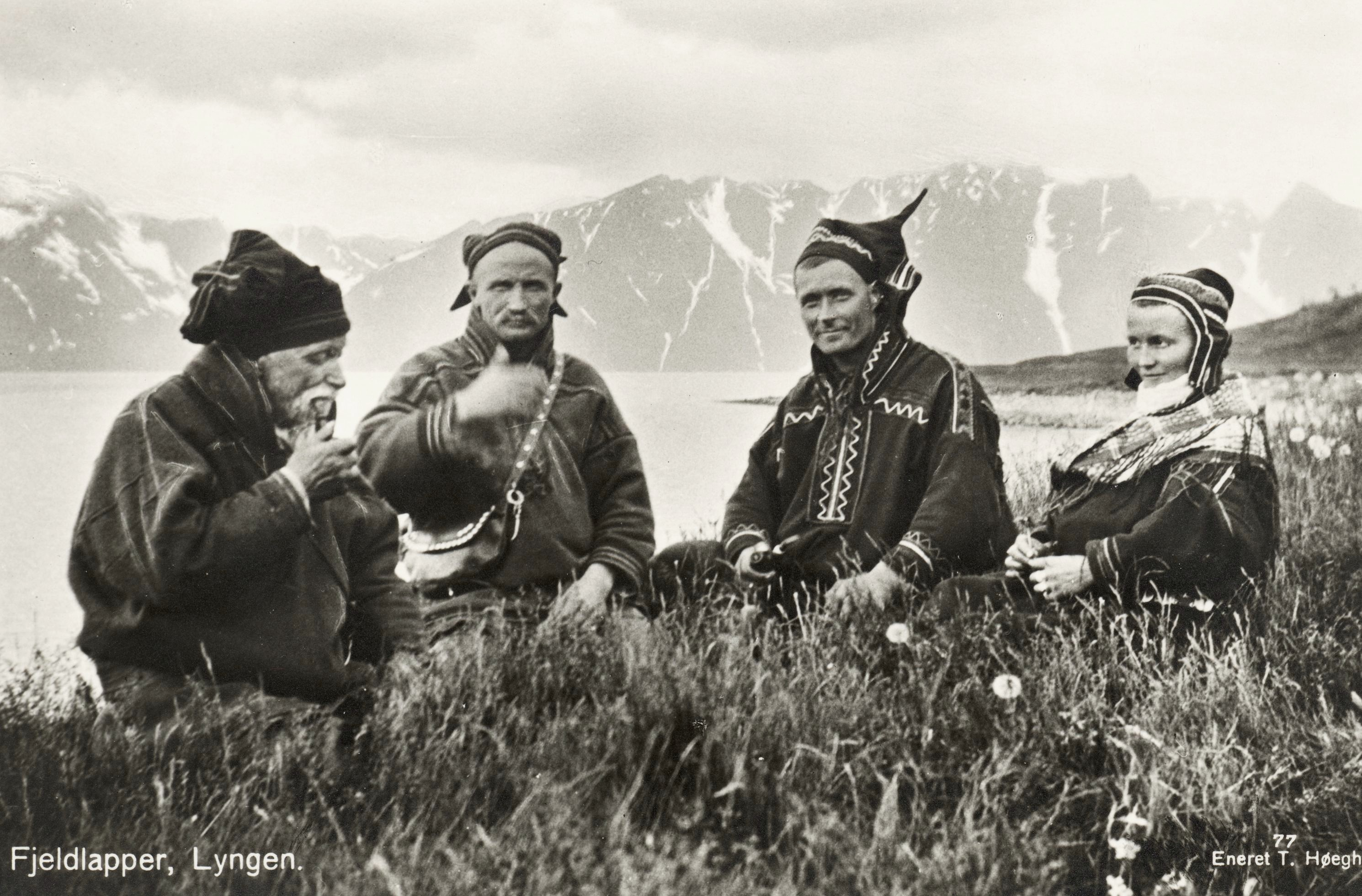
Fjällsamer på Uløya i Lyngen i Troms fylke 1928. Två av männen bär den för Kautokeinoområdet så typiska "de fyra vindarnas mössa".

Tvångsförflyttningen av samer (nordsamiska: Bággojohtin, även kallad "dislokationen") var en process genom vilken renskötande samer från nordligaste Sverige förflyttades söderut under 1900-talets första decennier. Efter att Ryssland stängde gränsen först mot Norge 1852 och sedan mot Sverige 1888 kom det gränsöverskridande renbetet mellan Norge och Sverige att bli en källa till konflikt mellan länderna. I Norge arbetade regeringen för att kolonisera Nordnorge med jordbrukare, vilket gjordes mot bakgrund av dåtidens rasistiska föreställningar om samer som ett utdöende folk och renskötseln som en utdöende näringsgren. Gradvis begränsades samernas rätt att bedriva renskötsel i Sverige på vintern och Norge på sommaren. Startskottet på tvångsförflyttningarna blev Renbeteskonventionen 1919 som kraftigt begränsade antalet renar i Norge och i praktiken innebar att samerna berövades sina boplatser i Norge och renarnas sommarbete. Följden blev att lappväsendet (under länsstyrelserna) med olika tvångsmedel tvingade samiska familjer att flytta från sina hem till nya okända marker söderut.

## Bakgrund
Torne lappmark var länge ett område utan definierade landgränser som utbredde sig i norra Sverige, Finland och Norge ända till Norra Ishavet. Området var i huvudsak bebott av samer som utan hinder av riksgränserna kunde flytta med sina renar mellan traditionella betesmarker. När riksgränsen mellan Sverige och Norge fastställdes genom Strömstadstraktaten 1751, garanterades de renskötande samerna rätten att fortsätta med dessa flyttningar genom Lappkodicillen, en bilaga till Strömstadstraktaten. 
Sverige förlorade Finland genom 1809 års krig till Ryssland, samtidigt som Norge 1814 gick i union med Sverige. På så vis ritades kartorna om i Norden, med nya gränser som innebar problem för renskötarna.

### Gränserna stängs
Gränsen mellan ryska Finland och Norge stängdes 1852 för renskötare som en konsekvens av Rysslands missnöje över förhandlingarna med Sverige/Norge om fiskerättigheter i norska fjordar. Eftersom samerna runt Kautokeino i Norge sedan urminnes tider hade haft vinterbete i Finland ledde gränsstängningen till att många samer från Kautokeinoområdet flyttade till Karesuando och blev svenska medborgare (däribland författaren Johan Turi). Detta gjordes för att på så vis kunna nyttja betesmarkerna i Finland fast som svenska medborgare eftersom gränsen mellan Sverige och Finland fortfarande var öppen. Under perioden 1853–1871 kom 69 familjer med drygt 20 000 renar från Kautokeino till Karesuando. En del av dem flyttade därefter vidare till Enontekis på finska sidan, andra till Jukkasjärvi socken i Sverige. År 1883 fanns i Jukkasjärvi 15 samefamiljer från Kautokeino med sammanlagt 12 000 renar. En konsekvens av migrationen till Sverige blev att Ryssland ifrågasatte rätten för samer i Sverige till finskt vinterbete och år 1888 beslutade Ryssland att även gränsen mellan Finland och Sverige skulle stängas för renskötare. Denna stängning upprätthölls på ett mycket strikt sätt av Ryssland med hjälp av renpoliser. Om en grupp renar gick över från svensk sida fick samerna böta var tionde ren. Emilie Demant-Hatt skildrar i sin bok Med lapperne i højfjeldet hur arbetsamt det var för samerna att under vårflyttningen hålla renarna borta från de jungfruliga betesmarkerna på andra sidan gränsälven.
Efter att gränsen mellan Ryssland/Finland och Sverige stängts sattes en reaktion av händelser igång. De "ursprungliga" Karesuando-samerna valde att flytta mellan sommarbete i Karesuando-trakten och vinterbete i Troms fylke. Bland de familjer som hade flyttat från Kautokeino till Karesuando valde ca 100 personer att flytta tillbaka till Kautokeino i Finnmarken i Norge. En stor del av Kautokeino-samerna valde att stanna i Sverige, särskilt eftersom det rådde ovisshet kring om betesmarkerna i Finnmarken skulle klara av att alla från Kautokeino flyttade tillbaka när gränsen till Finland och Ryssland var stängd. Antalet renskötande samer i Könkämä sameby blev i den nya situationen med stängda gränser ohållbar. Även om vissa flyttade till Kautokeino så klarade inte betesmarkerna av alla renar. Vissa familjer valde att flytta söderut, från Könkämä till Lainiovuoma sameby. Resultatet blev att samerna i de sydligare byarna i sin tur blev tvungna att flytta söderut. Kedjereaktionen med de spontana flyttarna (som ett resultat av gränspolitiken) skedde från by till by ända ner till Sirkas sameby i Jokkmokk.

### Norges inställning
Norge bedrev redan under unionstiden en politik för att kolonisera Nordnorge med jordbrukande norrmän, en politik som bedrevs med rasistiska idéer om de "vilda" (och farliga) renskötande samerna. Samerna sågs som ett utdöende folk och det hävdades att renarna förstörde jordbruksmark och störde de bofastas kor. Mot bakgrund av detta ville Norge att Lappkodicillen skulle revideras och en kommission tillsattes 1843. Kommissionen enades om att begränsa samernas rörelsefrihet och rätt till sina betesmarker. Ändringarna kom dock inte att genomföras i praktiken förrän i samband med fællesloven 1883. Fællesloven, som var en gemensam norsk-svensk lag, begränsade de svenska samernas rätt till norskt renbete till att gälla mellan 1 maj och 1 oktober och de norska samernas rätt till bete i Sverige resterande månader. Lagen innehöll några undantag, så som att renarna fick lov att beta på fjällen inom ca 1 mil från gränsen på var sida om den. Samtidigt tillät lagen att samernas betesrätt upphävdes om det var "i synnerlig mån betungande" för den jordbrukande delen av befolkningen. Fællesloven skulle först gälla i 15 år och förlängdes 1898 utan större debatt.
De ryska gränsstängningarna och inflyttningen av samer från Kautokeino till Sverige medförde ett ökat nyttjande av Karesuandosamernas hävdvunna sommarbeten inom Troms fylke i Norge. Detta ledde till klagomål från både bönder och renskötare på norsk sida. 

#### Norsk självständighet
Norges självständighet efter unionsupplösningen 1905 ställde frågan om renbete på sin spets och under förhandlingarna i Karlstad var frågan en av de viktigare. Norge ville att Lappkodicillen och de svenska samernas rättigheter enligt den skulle upphöra, men fick nej från svensk sida. Sverige gick med på att begränsa samernas rätt till sommarbete i Norge så att den började först den 15 juni, samt att samerna i Jämtland och Härjedalen helt skulle bli av med sin renbetesrätt i Norge. Samtidigt ville Sverige att en skiljedomstol för renbetesfrågor skulle inrättas, voldgiftsretten. Trots Norges invändningar så slutade konferensen i Karlstad med att Lappkodicillen från 1751 fortsatte gälla, men med ovan nämnda inskränkningar.
Vid tiden för förhandlingarna och unionsupplösningen så förde Norge en hård assimilationspolitik. Samerna ansågs vara ett utdöende folk och den norska staten motarbetade aktivt samernas kultur och det samiska språket. Myndigheterna ansträngde sig även för att renskötseln skulle upphöra att existera. En anledning till den rasistiska och hårda assimileringen var den norska rädslan för Ryssland, "ryssfaran" kallad. Samerna och de norska kvänerna sågs som ett potentiellt hot mot den norska staten. Man var rädd för att Ryssland skulle utnyttja folkgrupperna mot den norska staten, varför det ansågs viktigt att de snabbt skulle "förnorskas". Den norska politiken kan kontrasteras mot den svenska samepolitiken som syftade till att segregera svenskar och samer enligt lapp-ska-vara-lapp-politiken.
Ett resultat av de norska ansträngningarna efter unionsupplösningen för att begränsa samernas renskötsel blev att Sverige tillsatte en renbeteskommission 1906. Denna skulle undersöka samernas flytt över sommaren från Jukkasjärvi och Karesuando till Tromsö och Nordlands amt (fylke). Kommissionen 1906 följdes av flera liknande gemensamma svensk-norska renbeteskommissioner under kommande år som i detalj studerade flyttvägar och betesmarker. De svenska och norska forskarna kom dock fram till helt olika slutsatser vid sina undersökningar. Sverige ansåg att samerna och renarna var tvungna att få tillgång till sommarbetet betydligt tidigare än den 15 juni, medan Norge tyckte att det i de sydligare svenska fjällen fanns bättre tillgång till bete och därför tyckte att samerna kunde förflyttas dit.  
Skiljedomstolen som hade inrättas efter konferensen i Karlstad sammanträdde vid några tillfällen i Köpenhamn. Bland annat avgjordes en tvist om renbeteskommissionerna 1909 och 1910 gav domstolen direktiv till en ny kommission för mark- och betesundersökningar. Domstolen reducerades med tiden till att förmedla skrivelser mellan länderna och förklarades 1913 vara vilande i samband med nya förhandlingar mellan Norge och Sverige om samernas rätt att flytta över gränsen till sommarbetet.

#### Renbeteskonventionen 1919
Istället kom Sverige och Norge överens om en renbeteskonvention 1919. I konventionen begränsades det tillåtna antalet renar i Troms fylke till 39 000, vilket var cirka 20 000 färre än det faktiska antalet renar. För att villkoren i konventionen skulle uppfyllas ansågs det nödvändigt att antalet renar i de berörda samebyarna (Könkämä, Lainiovuoma, Saarivuoma och Talma) drastiskt skulle minska. De svenska förhandlarna menade att detta skulle ske genom att en del av samerna förflyttades söderut. Lösningen med tvångsförflyttningar sågs som oproblematiskt eftersom man ansåg att samerna var nomader utan fast boende, trots att de i högsta grad hade fasta platser för t.ex. sommar- och vinterbete dit de återkom år efter år.

## Förflyttningarna inleds
Renbeteskonventionen 1919 var ett hårt slag för alla de familjer som rörde sig mellan Sverige och Norge. De renskötande familjerna var i hög grad beroende av sommarbetena i Norge och utan dessa gick det inte att bo kvar i de nordligaste samebyarna. Det låga antalet renar som tilläts passera gränsen var i praktiken ett förbud för familjerna att besöka sina hem och visten i Norge. Betesmarkerna delades in i nya distrikt, där varje distrikt tilldelades ett begränsat antal tillåtna renar. De samiska familjerna kunde ansöka om att få tillhöra ett eller annat distrikt, men om myndigheterna inte tillät detta så kunde fylkesmannen eller landshövdingen anvisa ett annat distrikt. Konsekvensen av de strikta begränsningarna i antalet renar och den nya hårda gränsen till Norge blev att antalet renar i de nordligaste samebyarna i Sverige blev ohållbart. Marken och betet räckte inte till alla renar och situationen för de renskötande familjerna förvärrades.
Lösningen som presenterades för riksdagen var att flytta på samerna. Det hette att detta var enligt "önskemål" från samerna själva. I praktiken gavs samerna inget val. Varken de kraftigt reducerade betesmarkerna eller myndigheterna tillät situationen att fortgå. Från Troms i Norge hade familjerna erfarenhet av "hänvisningar", dvs. att myndigheterna anvisade ett distrikt dit de var tvungna att flytta. För att slippa en sådan lösning förekom det att renskötare skrev på underdåniga dokument om att "vördsamt få anhålla om tillstånd" att få flytta till en viss sameby. I själva verket var sådana dokument undertecknade under stor press och med hot om hänvisning hängande över sig. Efter en ändring av samelagen 1925 kunde lappväsendet även döma familjerna att betala viten eller genomföra renminskning genom att tvångsslakta renar.
Omedelbart efter att konventionen slutits 1919, började dock Lappväsendet i Norrbottens län med tvångsförflyttningarna genom hänvisning av familjer och press att skriva under flyttansökningar. Framför allt utsattes renskötande familjer från de två samebyarna i Karesuando församling, Könkämä och Lainiovuoma, för hårda påtryckningar. Det har diskuterats i vilken utsträckning samerna flyttade frivilligt, men i realiteten hade de inget alternativ om de ville fortsätta inom renskötseln. Ett flyttningsbidrag utgick från Lappfonden.
Till en början genomfördes förflyttningarna söderut inom Norrbottens län, till Jokkmokk, Gällivare och Arjeplog kommuner. År 1925 konstaterade emellertid länsstyrelsen i Norrbotten att det inte fanns plats för fler renskötare inom länet. Efter diskussioner med länsstyrelserna i Västerbottens och Jämtlands län beslöts därefter att utsträcka förflyttningarna dit. Många av nordsamerna ville inte flytta så långt söderut, men tvingades fortsätta. Förflyttningarna till i Västerbottens län gick till bland annat Ammarnäs, Tärnaby och Vilhelmina, platser som var helt främmande för samerna från norr. De som vägrar att flytta eller inte flyttar tillräckligt fort döms att betala böter. Under de svåra flyttarna till sina nya, anvisade, platser förlorar många familjer ett stort antal renar. Detta innebär att de kommer fram till de nya okända markerna såväl förödmjukade som fattiga, eftersom renarna har ett stort ekonomiskt värde, inte minst renköttet.

## Konsekvenser av förflyttningarna

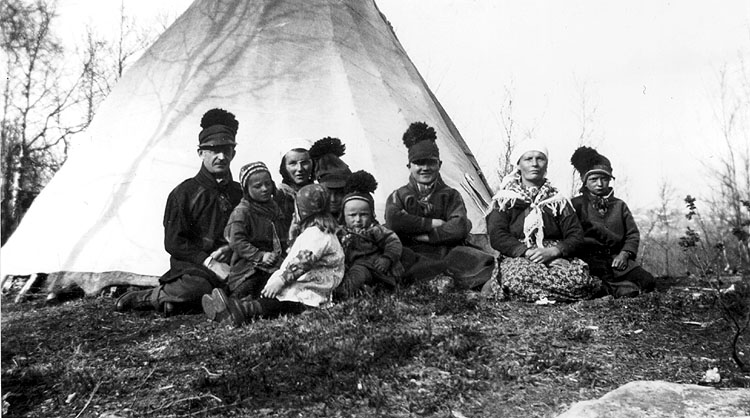
Familjen Skum hamnade i Sorsele kommun och blev renskötare i Grans sameby. Alla bär Karesuandodräkt på bilden, som är tagen på 1930-talet.

Fram till 1937 förflyttades närmare 80 samiska familjer. Efter förflyttningen återfanns sex av dem i södra Jukkasjärvi, tio i Gällivare, 33 i Jokkmokk, 19 i Arjeplog, två i Sorsele och fem i Tärna. I Arjeplog kom de inflyttade att utgöra ungefär hälften av de aktiva renskötarfamiljerna, i Jokkmokk drygt en tredjedel.
Förflyttningarna fick stora konsekvenser för det samiska samhället. De förflyttade talade nordsamiska och finska men sällan svenska, medan de mottagande samerna talade andra varieteter av samiska och som regel även svenska. De hade alltså till en början svårt att kommunicera med varandra. Detta försvårade förståelsen för de kulturella skillnader som fanns, inte minst i fråga om renskötseln. Nordsamerna bedrev en utpräglat extensiv renskötsel, medan samerna i de områden dit de flyttade bedrev en mer intensiv renskötsel. Inflyttarna beskylldes ofta för att vara så "vårdslösa" i sin renskötsel att deras renar blandades samman med andras. Särskilt inom Arjeplogsområdet var konflikterna stora under 1920- och 1930-talen.  Kritikerna fick till en början myndigheternas stöd. Den intensiva renskötseln förutsatte nämligen att renskötarna hela tiden följde och övervakade renarna tillsammans med sina familjer. Karesuandosamernas extensiva renskötsel bedrevs under mindre noggrann bevakning, varför endast delar av familjerna behövde flytta upp till högfjället på sommaren. Resten kunde stanna i vår- och höstlandet, vilket ofta ledde till att de började bygga hus och blev bofasta där. Enligt tidens rådande lapp-skall-vara-lapp-politik ansågs fast boende leda till att samerna blev "förslappade" och inte längre klarade av det hårda nomadlivet. Intensiv renskötsel var därför att föredra. Men myndigheterna ingrep inte på allvar för att tvinga inflyttarna att ändra arbetsmetoder. De båda arbetsformerna kunde inte samsas inom samma område, och redan i mitten av 1930-talet övergick de intensiva renskötarna i Arjeplog till extensiva metoder. Utvecklingen blev likartad inom hela det fjällsamiska området.
I de flesta fall integrerades de inflyttade samerna så småningom i sin nya omgivning, även om exempelvis nordsamiskt dräktskick har bevarats hos inflyttarnas ättlingar.
Det förekom emellertid också att inflyttningen ledde till konflikter som ännu är olösta. Det gäller framför allt Vapstens sameby i Tärna, där nordsamerna helt kom att ta över byn och där ättlingar till områdets sydsamer idag kämpar för att få tillbaka sin renskötselrätt.

## Förflyttade familjer
De två familjerna som flyttades till Sorsele landskommun kom till nuvarande Grans sameby: familjen Skum (överhuvud Per Anders Tomasson Skum) och familjen Partapuoli (överhuvud Olov (Olof, Ola) Tomas Nilsson Partapuoli).
De fem familjerna som flyttades till Tärna kom till Umbyn, nuvarande samebyn Ubmeje tjeälddie. Familjerna var Idivuoma (överhuvud Per Gustafsson Idivuoma), Bals (överhuvud Per Markus Persson Bals), familjen Utsi, en familj Omma (överhuvud Olof (Ola) Andersson Omma) och en annan familj Omma (överhuvud bröderna Nils Johan Johansson Omma och Olof (Olle) Tomas Johansson Omma). Nils och Olof Omma flyttade efter några år vidare till Vapstens sameby (då lappby).
Av de sju till övre Lycksele lappmark (Sorsele och Tärna landskommuner) tvångsförflyttade familjerna led Skum och Idivuoma stora förluster, medan Olof (Ola) Andersson Ommas renar överlevde.